# 亚历克斯·伊齐科夫斯基
亚历克斯·伊齐科夫斯基（英語：Alex Izykowski，1984年1月26日—），美国男子短道速滑运动员。他曾代表美国参加2006年冬季奥林匹克运动会短道速滑比赛，获得一枚铜牌。